# Yoma australis
Yoma australis är en fjärilsart som beskrevs av Hans Fruhstorfer 1899. Yoma australis ingår i släktet Yoma och familjen praktfjärilar. Inga underarter finns listade i Catalogue of Life.